# 우에다 나오미치
우에다 나오미치(일본어: 植田 直通, 1994년 10월 24일~)는 일본의 축구 선수이다. 현재 가시마 앤틀러스에서 센터백으로 활동하고 있다.

## 구단 경력
그는 2013년 J1리그의 가시마 앤틀러스에 입단했다. 2015년에 J리그컵, 2016년에 J1리그 우승을 차지했다. 2018년 세르클러 브뤼허 KSV로 이적했다. 2021년부터 2022년까지 님에서 뛰었다. 2023년 가시마 앤틀러스로 복귀했다.

## 국가대표팀 경력
그는 2011년 FIFA U-17 월드컵에 참가할 일본 U-17 국가대표팀에 발탁되었으며, 5경기에 출전, 1득점을 넣었다.
2013년 AFC U-22 축구 선수권 대회, 2014년 아시안 게임에도 출전했다.
2015년 AFC 아시안컵에 선발되었으나 경기에 출전하지는 못하였다.
2016년 AFC U-23 축구 선수권 대회에 참가할 일본 U-23 국가대표팀에 발탁되었으며, 우승에 기여했다. 2016년 하계 올림픽에도 3경기에 출전했다.
2017년 12월 12일 EAFF E-1 풋볼 챔피언십, 중국와의 경기에서 데뷔, 대회 준우승. 2018년 FIFA 월드컵에도 선발되었으나 경기에 출전하지는 못하였다. 2019년 코파 아메리카에도 출전했다. 2025년 EAFF E-1 풋볼 챔피언십에도 출전, 우승에 기여했다.

## 통계
| 일본 | 일본 | 일본 |
| 연도 | 출전 | 득점 |
| ---- | ---- | ---- |
| 2017 | 2    | 0    |
| 2018 | 2    | 0    |
| 2019 | 7    | 0    |
| 2020 | 2    | 1    |
| 2021 | 3    | 0    |
| 통산 | 16   | 1    |